# 石丸幹二のシアターへようこそ
石丸幹二のシアターへようこそ（いしまる かんじのシアターへようこそ）は、NHK-FM放送で2011年4月1日から2013年3月25日まで放送されていた音楽番組である。

## 概要
ミュージカル俳優の石丸幹二が案内役を務める。
番組は毎回ミュージカルの中に登場する劇中歌・音楽にスポットをあて、その中にあるスタンダードソングや隠れた名曲などについて、石丸の視点から加えた解説を交えて取り上げる。

## 放送日時
2011年度
- NHK-FM（NHK広島放送局除く）：最終週を除く毎週金曜 21時10分 - 22時00分
広島県は当該枠で「ぶち☆なま」を生放送しており、放送翌週の金曜深夜（土曜未明）の1時から1時50分に放送。

2012年度
- 本放送（NHK-FM）：毎週月曜 23時 - 24時
- 再放送（NHKラジオ第1[1]・NHKワールド・ラジオ日本）：次週月曜 21時5分ごろ - 21時55分[2]
広島県は再放送時は「ぶち☆なま」放送のため代替なし。
なお最終回の再放送は新年度編成の都合上、2013年3月30日 20時5分ごろ - 20時55分に編成された[3]。

## 差し替え番組
- ぶち☆なま（広島県・岡田惠和 今宵、ロックバーで〜ドラマな人々の音楽談義〜アンコール枠を行使して当番組を時差ネット。2011年度）